# سیترونلال
سیترونلال (به انگلیسی: Citronellal) با فرمول شیمیایی C۱۰H۱۸O یک ترکیب شیمیایی با شناسه پاب‌کم ۷۷۹۴ است. که جرم مولی آن 154.25 g/mol می‌باشد. 